# Plenoptický fotoaparát

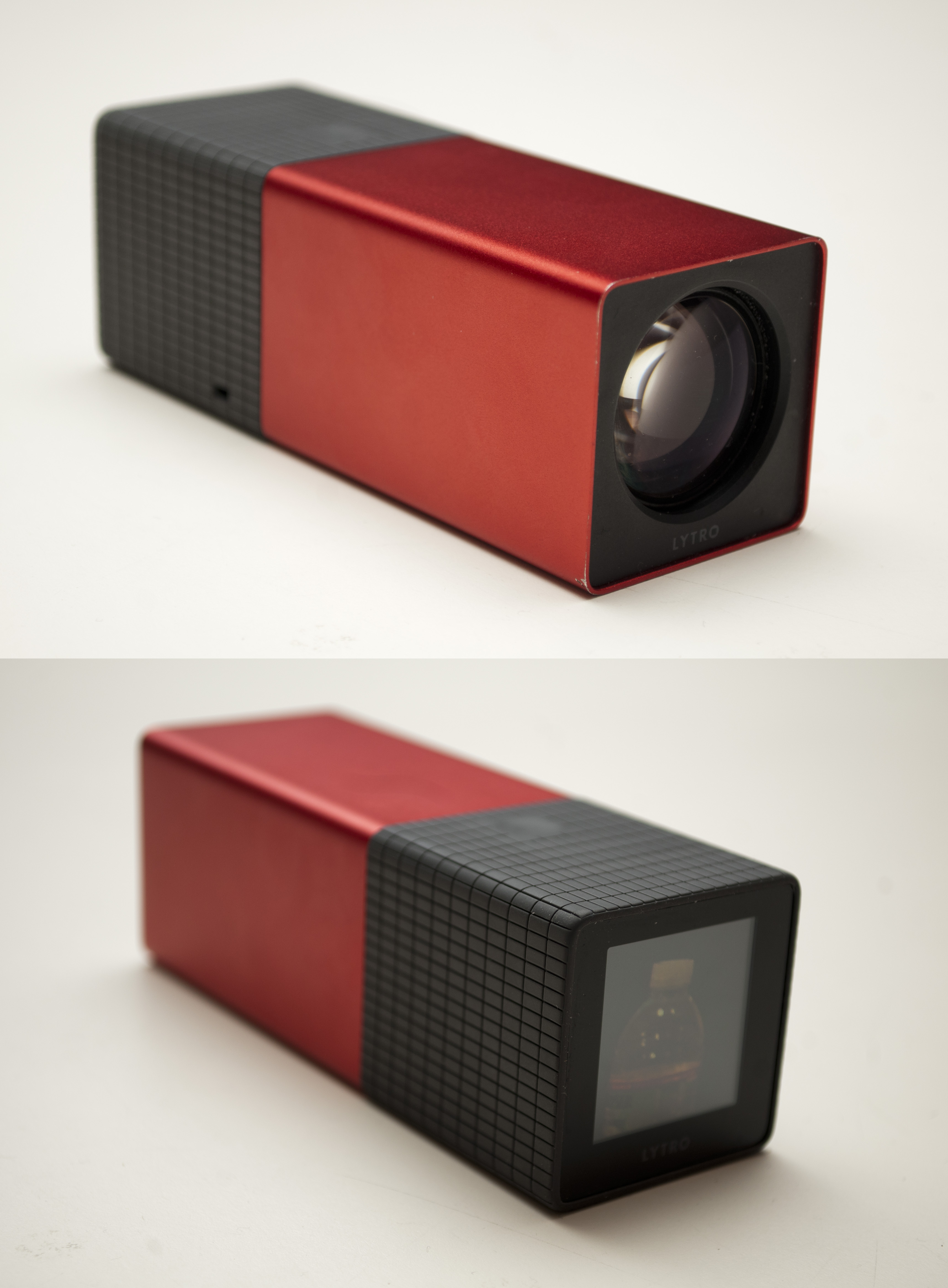
Fotoaparát Lytro zepředu a zezadu, je vidět objektiv a dotyková LCD obrazovka

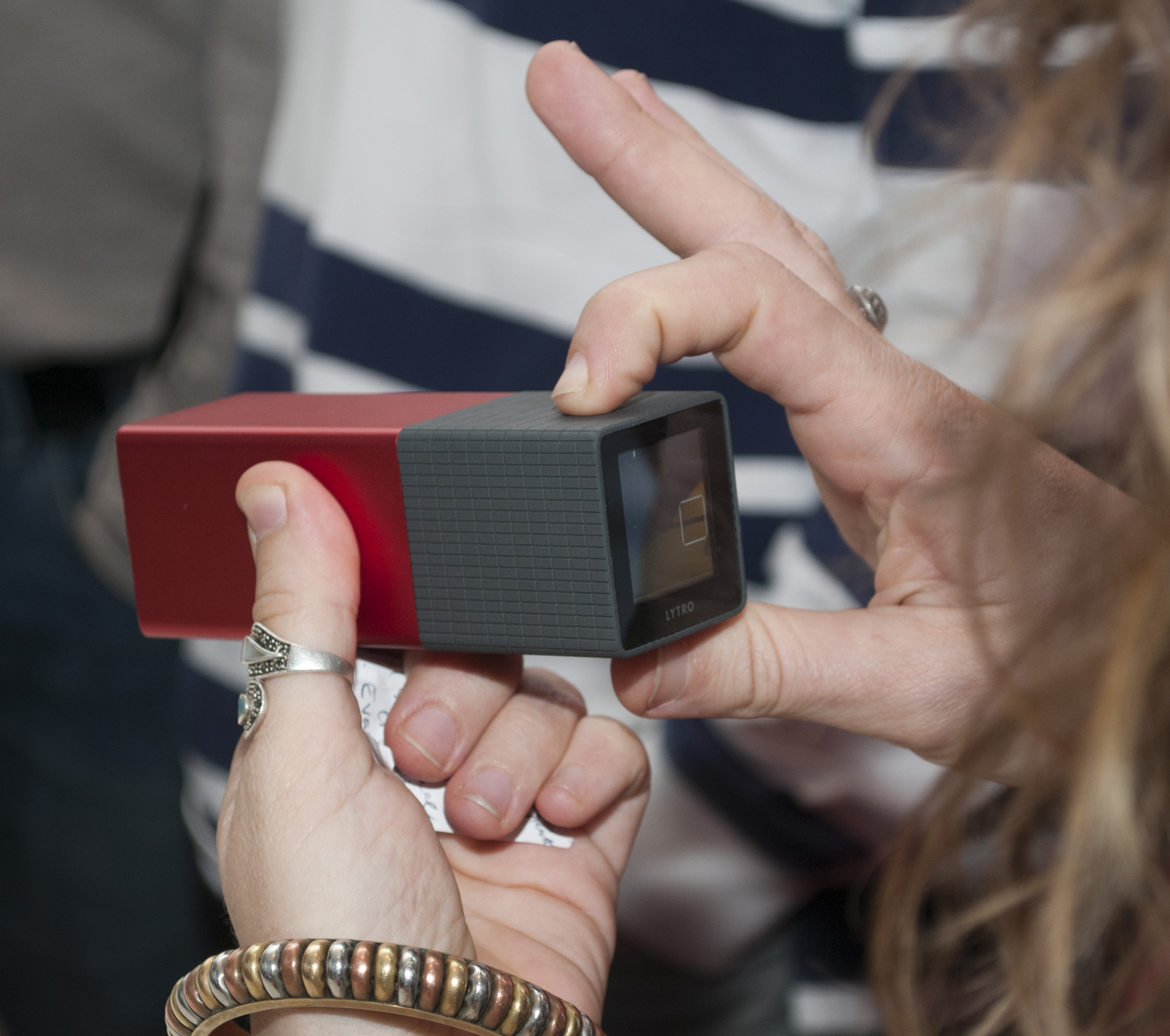
Fotografování s fotoaparátem Lytro

Plenoptická funkce ve 3D prostoru zaznamenává pozici (x,y,z) a směr (θ,φ)

Plenoptický fotoaparát je speciálně postavený digitální fotoaparát, který dokáže zachytit trojrozměrné (3D) světelné pole scény, a umožňuje tak uživatelům mimo jiné měnit rovinu zaostření dodatečně po pořízení snímku. Na rozdíl od klasických fotoaparátů, které zaznamenají scénu dvojrozměrně a informace o prostoru ztrácí, se u 3D světelného pole zaznamenává na obrazovém snímači nejen poloha a intenzita světelného paprsku, jako ve standardním snímku, ale také směr, ze kterého tento paprsek přichází. To je možné díky poli mikročoček před obrazovým snímačem. Každá mikročočka má proto vlastní vyhrazené snímací pole, např. 200 pixelů. Tak se jedná o mikroplošné snímky složené v celkové ploše plenoptického snímku. Proto se označuje jako 4D (resp. 4-D) snímek, obraz a kamera.
Zvláštními vlastnostmi plenoptického fotoaparátu je velmi vysoká maximální hloubka ostrosti, není zapotřebí čekat na zaostření a ostrost objektů na pořízeném snímku lze upravit později. Z obrazových dat lze určit informace o prostoru, takže lze fotoaparát použít i jako kameru trojrozměrných snímků.
| „                         | Plenoptické fotografické kamery jsou novým typem fotoaparátů, které dramaticky mění fotografii poprvé od 19. století. | “ |
| — server TechCrunch, 2011 | |   |

Citát dokládá nadšení z nových a očekávání dalších budoucích možností. Neprávem přitom ovšem pomíjí význam několika revolucí v dějinách fotografie během 20. století, jako byly použití objektivů včetně transfokačních, přechod na negativ a pozitiv s použitím filmu, barevnou a okamžitou fotografii nebo digitalizaci – nejdříve tisku a později i fotopřístrojů, o vzniku filmu ani nemluvě. To nic nemění na tom, že se dalším rozpracováním může zařadit k takovým převratným novinkám z minulosti.

## Technologie
Fotografie s využitím světelného pole (známá jako plenoptická fotografie) zachycuje veškeré dostupné světlo ve scéně a jdoucí ve všech směrech. To funguje na principu složeného oka hmyzu tak, že se hlavní obraz rozdělí řadou mikročoček nad obrazovým snímačem. Tato čidla zachytávají světlo z různých zdrojů a směrů. Software fotoaparátu pak využívá tyto údaje k určení směrů příchozích světelných paprsků.
| „        | Všiml jsem si, jak je neuvěřitelně obtížné zaostřit správně obraz a ve správnou chvíli zachytit letmý úsměv dcery mého přítele. | “ |
| — Ren Ng | |   |

Přednosti plenoptického fotoaparátu
- Přeostření: Uživatelé mají možnost určovat rovinu ostrosti (zaostření) obrázků po jejich pořízení.[3][8]

- Rychlost: Vzhledem k tomu, že není třeba zaostřovat objektiv před pořízením snímku, mohou plenoptické fotoaparáty pořizovat snímky rychleji než konvenční digitální fotoaparáty.[8]
- Vysoká citlivost: schopnost přizpůsobit zaostření až při dodatečném zpracování umožňuje použít objektiv s větší světelností než je možné u klasických fotoaparátů a umožňuje tak fotografování za zhoršených světelných podmínek bez blesku.[3][8]

- 3D snímky: Jelikož plenoptický fotoaparát zaznamenává údaje o hloubce (které umožňují měnit rovinu ostrosti), může být z jedné plenoptické fotografie v příslušném programu zkomponována stereofotografie.[9][10]

Negativa
- Nízké rozlišení: Uživatelé mohou převádět snímky z fotoaparátu Lytro do klasického souboru JPEG s požadovanou rovinou ostrosti. Výsledný obraz je ale 1080 × 1080 pixelů – zhruba 1,2 megapixelu.[11], tedy řádově nižší rozlišení, než při klasickém využití snímače.

## Realizace
Tým na Stanfordově univerzitě využívá 16-megapixelový fotoaparát s polem 90 000 mikročoček, což znamená, že každá mikročočka osvětluje asi 175 pixelů.
Model společnosti Adobe využívá 19 čoček v kruhovém uspořádání a osvětluje s nimi 100 megapixelový senzor, takže každý obrázek dosahuje asi 5 megapixelové rozlišení.
Plenoptický fotoaparát pro využití v průmyslu a výzkumu, který od roku 2010 komerčně vyrábí německá firma Raytrix, používá čočkový rastr ze tří různých čoček, které se liší ve své ohniskové vzdálenosti. Každá mikročočka pokryje tři až šest obrazových bodů na snímači fotoaparátu. Tím je efektivní rozlišení fotoaparátu jen třikrát až šestkrát menší než rozlišení snímacího čipu.
Fotoaparáty pro spotřebitelské použití na americkém trhu vyrábí od poloviny roku 2011 firma Lytro, Inc. Fotoaparát stejného jména je zkonstruován jako hranol s čtvercovým průřezem, asi 12 centimetrů dlouhý, s objektivem na jednom konci a LCD dotykovým displejem na druhé straně.